# Хлеб (скульптурная композиция)
Скульптурная композиция «Хлеб» в Москве установлена на Ленинградском проспекте в Парке Дружбы.

## История
Скульптурная композиция «Хлеб» была установлена в 1963 году рядом с центральным входом в Парк Дружбы, расположенного неподалёку от Речного вокзала. Две молодые девушки поднимают над головой огромный сноп колосьев.
Скульптура выполнена по эскизам выдающегося советского скульптора Веры Мухиной — автора памятника «Рабочий и колхозница». Является парной с установленной неподалёку скульптурной композицией «Плодородие».